# Hans Rochelt

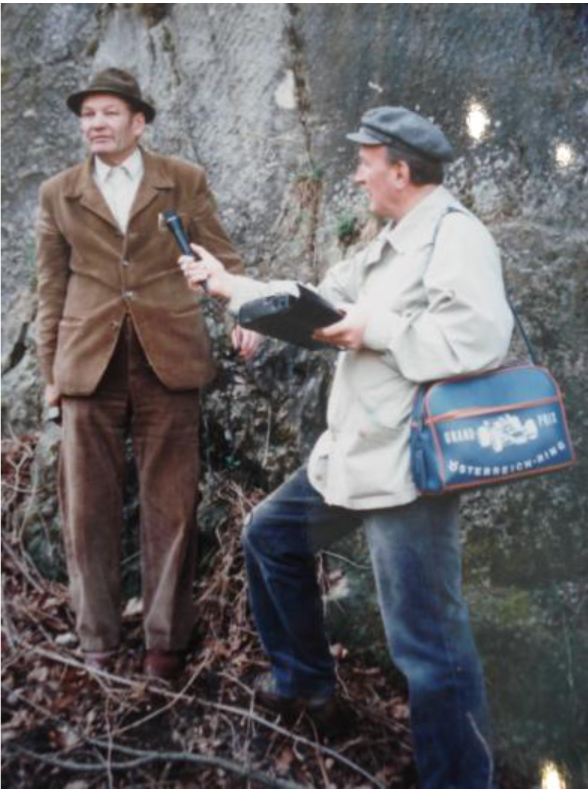
1. April 1990 Wanderung durch die Kaisersteinbrucher Steinbrüche, ORF-Kulturredakteur Hans Rochelt interviewt Steinmetzmeister Friedrich Opferkuh

Hans Rochelt (* 18. Februar 1936 in Linz; † 9. März 2016 ebenda) war ein österreichischer Autor, Musikkritiker, Regisseur und Kulturredakteur.

## Biografie

### Studium
Hans Rochelt studierte Philosophie, Germanistik und Theaterwissenschaft an der Universität Wien. Nach dem Studium war er Musikkritiker, Mitarbeiter mehrerer in- und ausländischer Zeitungen und Zeitschriften, wie das Neue Österreich und die Oberösterreichischen Nachrichten.

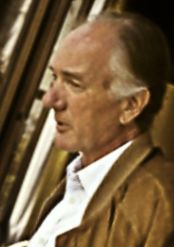
Thomas Bernhard 1987

### Beziehung zu Thomas Bernhard
Rochelt war einer der wenigen engen Freunde von Thomas Bernhard und als solcher mehrfach zu Gast auf dessen Hof in Ohlsdorf. Er verfasste für die Ballett-Bearbeitung von Bernhards Erzählung Amras das Libretto. Als Bernhards Freund und Mitarbeiter bei den Oberösterreichischen Nachrichten spielte er 1968 eine wichtige Rolle beim sogenannten Staatspreis-Skandal.

### ORF-Landesstudio Burgenland
Er wechselte 1973 in das ORF-Landesstudio Burgenland als Kulturredakteur und Regisseur und führte bei zahlreichen Hörspielen Regie.
Einige Beispiele:
- Werner Kofler: Vorgeschichte. 16. Dezember 1973[6]
- Julian Schutting: Turmbesteigung. 29. August 1974
- Julian Schutting: Neuhaus. 24. November 1974
- Werner Kofler: Surrealismus oder was ist kann nicht sein. Der ganz gewöhnliche Terror in Hörbeispielen und Bilddokumenten, eine Montage. 2. Mai 1976
- Julian Schutting: Türme des Schweigens. 8. Dezember 1977
- Andreas Okopenko, Die Überlebenden. 1978
- Werner Kofler: Zell - Arzberg oder Gütergemeinschaft. Sprechstück mit Musik, 19. Dezember 1978
- Marie-Thérèse Kerschbaumer: Kinderkriegen. 1979
- Julian Schutting, Hotel am Plansee. 1980
- Susanne Schweiger, Auf dem Rücken der Nacht. Assistenz: Helmut Peschina. Mit Guido Wieland, Karl Krittl, Hanns Krassnitzer, Irina David, Elfriede Rosenberg-Lederer; 2. November 1980
- Julian Schutting: Die Hand. 16. Dezember 1980
- Werner Kofler: Die vier Jahreszeiten, Die Bewährungsprobe von Harmonie und Erfindung oder play Vivaldi. 18. Oktober 1981
- Werner Kofler: Monopolis. 12. August 1983
- Werner Kofler: Der dramatisierte Schundroman - letzte Folge. 5. Februar 1985
- Fred Hergovich: Kurti telefoniert. 1987
- Werner Kofler: Hotel Mondschein, ein radiophones Fragment. Regie gemeinsam mit Werner Kofler, 17. Mai 1988

### Passionsspiele in St. Margarethen
Hans Rochelt erarbeitete 1986 für die Passionsspiele in seinem Wohnort St. Margarethen aufbauend auf dem bisherigen Spielkonzept eine Neuinszenierung.

### ORF-Radio und Fernsehen in Kaisersteinbruch
- 400-Jahr-Feier von Kaisersteinbruch[8]
- 17. Oktober 1989: Gesprächsrunde in Kaisersteinbruch mit Ortsvorsteher Josef Hofer, Gemeinderat Gerhard Kovasits, Vizeleutnant König, Hauptmann Rohr, Pressereferent der Kaserne, Helmuth Furch mit ORF-Redakteur Hans Rochelt.
- 29. Oktober 1989: ORF-Team, Kameraleute und Hans Rochelt, Bürgermeister Franz Schmitzhofer, Marianne Tschol, Helmuth Furch…
- 1. April 1990: Wanderung durch die bedeutendsten Steinbrüche, Leitung Steinmetzmeister Friedrich Opferkuh und Karl Vorderdörfler, Bürgermeister Franz Schmitzhofer.
- 24. Juni 1990: Feierliche Eröffnung des Kaisersteinbrucher Ortsmuseums in einem Klassenraum der ehemaligen Schule, aus eigenen Beständen, die der Obmann des Museums- und Kulturvereines Kaisersteinbruch Helmuth Furch in zehnjähriger Sammler- und Forschertätigkeit zusammengetragen hatte. Er präsentierte die Festschrift 400 Jahre Kaisersteinbruch 1590-1990. ORF-Team mit Hans Rochelt dokumentierte.
- 23. Juli 1990: Zum Ende des Symposiums kam Herr Rochelt nach Kaisersteinbruch. Über die Wiederfindung der Epitaphe wurde ein eigener Bericht gestaltet.
- 13. Oktober 1990: ORF-Team mit Hans Rochelt in Kaisersteinbruch, Aufnahmen für einen ORF-Film.
- 23. Februar 1991: ORF 2: Geschichte wird lebendig. Fernsehfilm von Kulturredakteur Hans Rochelt (in ganz Österreich zu sehen). Eine Darstellung des Ortes und der Vereinsanfänge. Herr Rochelt begleitete die Vereinstätigkeiten, gestaltete zahlreiche Gespräche für Radio Pannonien, Berichte in Burgenland heute.
- 30. Mai 1991: Wiederbelebung der Fronleichnamsprozession durch den Museumsverein, Leitung Pfarrer Josef Franzl.
- 28. Juli 1991: Fortbildungsseminar für Französische DeutschlehrerInnen in Wien.
- 8. Jänner 1992: Gespräch des Obmannes Helmuth Furch mit ORF-Redakteur Hans Rochelt im Café Bräunerhof in Wien. Thema: Dokumentation des Museums- und Kulturvereines Kaisersteinbruch für die Burgenland-Stiftung verfassen.
- 11. Juni 1992: Bild für den Hochaltar, Bericht über den kostenlosen Transport durch das Bundesdenkmalamt von Wien zur Kaisersteinbrucher Kirche.
- 28.  November 1992: Präsentation des Buches Elias Hügel, Hofsteinmetzmeister von Helmuth Furch.
- 3. Juli 1993: Friedrich Opferkuh - Symposium
- 27. August 1993 Schriftstellerin Anneliese Lussert, Besuch aus Gemünden am Main. Interview, Thema: Elias Hügel, für Radio Pannonien.
- 14. Dezember 1993: Steine im Stephansdom, besonders der Kaiserstein, Führung mit dem neuen Dombaumeister Wolfgang Zehetner. Bericht in Radio Pannonien.
- 1. März 1995 ORF-Redakteur Hans Rochelt befindet sich im Ruhestand.

Rochelt lebte lange in St. Margarethen und später in Linz.

## Werke (Auswahl)
- Versuchte Ehrung eines österreichischen Philologen. In: Oberösterreichische Nachrichten. 6. Dezember 1965.
- Die Bewältigung der Vergangenheit. In: Neues Österreich. 8. Oktober 1966.
- Vom ethischen Sinn des Wittgensteinschen Traktats. Manuskript unveröffentlicht. 1966. Brenner-Archiv Innsbruck.
- Mit Lothar Knessl (Hrsg.): Oesterreichische Komponisten des 20. Jahrhunderts (= Music Austria – Vie musicale Autrichienne. Bd. 2). Verlag Österreichische Gesellschaft für Musik, 1968.
- Das Creditiv der Sprache. Von der Philosophie J.G. Hamanns und Ludwig Wittgensteins. In: Literatur und Kritik. Heft 33, April 1969, S. 169–176.
- Kreisky ist Opernfreund. In: Neues Forum, Wien 1966–79. 1970, H. 193.
- Friedrich Cerha. Neues Forum. 1970, H. 195.
- György Ligeti. In: Neues Forum. 1970, H. 196.
- Gottfried von Einem. Neues Forum. 1971, H. 211.
- Die Billigung des Unaussprechlichen. Essays. Hrsg.: Vintila Ivanceanu. Edition dumreicher, Rhombus Verlag, Wien 1977, ISBN 3-85394-005-6.
- Zeitschrift Wortmühle (1978–1996): Rötzer-Druck, Eisenstadt, Autoren: Manfred Chobot, Michael Guttenbrunner, Klara Köttner-Benigni, Margit Pflagner, Günter Unger u. a. Übersetzer: Barbara Frischmuth, Ernst Schönwiese, Robert Stauffer u. a. Bildende Künstler: Elfriede Ettl, Eduard Sauerzopf, Wolfgang Waach u. a. Fotografen: Walter Benigni, Günter Unger u. a. Inhaltliche Schwerpunkte: Literatur, Bildende Kunst. Gattungen: Lyrik, Prosa, Romanauszug, Essay, Brief, Tagebuch, Kurzdrama, Hörspiel. 
Programmatik: „Durch den kürzlich erfolgten Weggang der Zeitschrift das pult aus Eisenstadt ist eine riesige Lücke für burgenländische Textschreiber entstanden. Sie nicht nur zu schließen, sondern den burgenländischen Autoren in noch viel größerem Maße zu Diensten zu sein, ist die programmatische Absicht der neuen Zeitschrift WORTMÜHLE. WORTMÜHLE, dieser Titel wurde bei einem die Beteiligten (Hans Rochelt und Günter Unger) aufschaukelnden Wortspiel gefunden und meint in keiner Weise programmierte Destruktion.“
- Rückblick auf Unterrabnitz. Kultur ist ein weites Feld : eine burgenländische Kulturdokumentation zum 65. Geburtstag von W. Hofrat Dr. Johann Jandrasits. Vorstand der Kulturabteilung der Bgld. Landesregierung / Hrsg.: Edmund Zimmer. S. 236–238.
- Skulpturen auf dem Symposiumsgelände. Wien o. J. Zitiert nach Hartmann/Pokorny. 1988, S. 8.
- Buchstabenstechen. Stücke. Edition Reinhard Deutsch, Wien 1989. (Fünf Menschen. Überlebende des Weltuntergangs mit einem letzten Rest an Atemluft.)
- Der ungarische Simplicissimus, Komödie nach dem Traktätlein eines nichtgenannten Autors, erschienen im ereignisreichen Jahr 1683.
- Sternberg. Monolog für einen Schauspieler mit Zitaten von Franz Grillparzer und Aussprüchen des Grafen Adalbert Sternberg.
- Wunder Theater Welt oder ist der Mensch ein wunderliches Geschöpf. Komödie nach Motiven von Johann Peter Hebel und Miguel de Cervantes Saavedra. edition lex liszt 12, Oberwart 1993.
- Serien: Theaterarbeit in den burgenländischen Kulturzentren
  - 1996 initiierte Hans Rochelt anlässlich der Jubiläen 1000 Jahre Österreich und 75 Jahre Burgenland ein Leseprojekt und gab drei Bände einer Reihe 75 Jahre Burgenland - ein Menschenleben heraus. Autorinnen waren Friedl Berka-Unger, Anni Pirch und Gertrud Zelger-Alten.
  - Die zerrissene Schürze: Johann Georg Hamann und die Sexualität. In: Mitteilungen aus dem Brenner-Archiv. Innsbruck, 1996, 15, S. 100–129.
- Adalbert Graf Sternberg (1868–1930). Aus den Memoiren eines konservativen Rebellen. Löcker, Wien 1997, ISBN 3-85409-265-2.
- Hrsg.: Was unsere Augen denken: Kunst als Experiment. Essays und Graphiken von Claus Pack. Löcker Verlag, 1998, ISBN 978-3-85409277-3.
- Erinnerung an den künftigen Christen: Zur Pneumatologie Ferdinand Ebners (= Wiener Arbeiten zur Philosophie) 15.–27. Februar 2007. Hrsg.: Stephan Haltmayer und Walter Methlagl. ISBN 978-3-631-55950-5.